# Stash House
Stash House è un film del 2012 diretto da Eduardo Rodríguez.

## Trama
David e Amy Nash sono una giovane coppia; nel giorno del compleanno della moglie, David le regala una casa in un posto tranquillo con un amichevole vicinato. Nonostante all'inizio tutto sembra piacevole, David trova una grande quantità di eroina nascosta dietro ad un'intercapedine. Prima di riuscire a chiamare la polizia, un vicino di casa di nome Andy Spector blocca inizialmente la coppia dentro la casa; in seguito un altro criminale raggiunge la casa e tengono in assedio la coppia.